# Папеда
Папеда (індонез. papeda) — страва індонезійської кухні, традиційна страва низки східних регіонів країни, зокрема, для Молуккських островів і індонезійської частини острова Нова Гвінея, а також окремих районів Сулавесі.
Являє собою густу кашу з сагового борошна. Використовується як окрема страва та гарнір. Іноді може додаватися до інших страв.

## Походження та поширення
Папеда історично являє собою один з основних способів приготування саго, яке є найважливішим вуглеводним продуктом для багатьох народів східної частини Малайського архіпелагу. У раціоні корінних жителів Молукк, окремих районів Сулавесі, а також папуаських народностей західної частини Нової Гвінеї ця страва відіграє особливо важливу роль — порівняно з тією, яку в харчуванні більшості народів Південно-Східної Азії відіграє варений рис.
Назва «папе́да» має амбонське походження і є загальним для більшості місцевостей, де прийнято приготування цієї страви. На Південному Сулавесі страва відома також під назвою «капуру́нг» (індонез. kapurung).

## Приготування і подавання
З кулінарної точки зору приготування папеди виключно простий процес: сагове борошно розводиться водою, після чого утворена субстанція вариться на повільному вогні і при цьому інтенсивно перемішується для підтримки однорідної консистенції. Часто виробники обходяться навіть без варіння: борошно розводять невеликою кількістю холодної води, а потім до неї додається окріп, після чого каша доводиться до рівномірної густини за рахунок помішування. До борошняної бовтанки можуть додаватися сіль або цукор. У готовому вигляді страва являє собою густу напівпрозору масу сіруватого кольору та досить клейка (схожа накрохмальний клейстер).

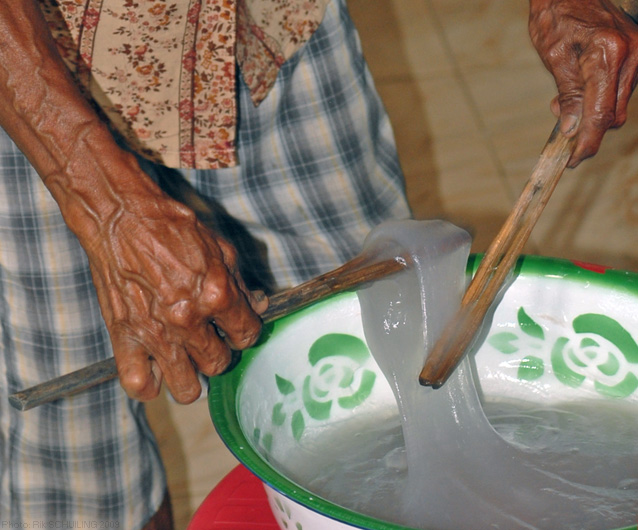
Папеда, яку виймають із миски за допомогою гата-гата. Острів Серам

У деяких районах Нової Гвінеї при приготуванні папеди в саго іноді домішується тапіока, однак це найчастіше відбувається через нестачу саго, і самі місцеві жителі вважають подібну папеду «не справжньою».
Для перемішування папеди зазвичай використовують спеціальний столовий прибор, традиційний для відповідних регіонів Індонезії — гата-гата (індонез. gata-gata). Він представляє собою дві дерев'яні або бамбукові палички, що скріплені у основи — на подобу нероз'єднаної пари паличок для їжі, але значно більшого розміру. Цей ж прилад використовується для витягування готової папеди з посуду та її роздачі: погрузивши пару гата-гата у папеду, на їх обертальні рухи накручують необхідну порцію каші.
Подається папеда як у гарячому, так і у холодному вигляді, у глибоких мисках або казанках. Примітно, що на Молукках її прийнято не їсти ложками, а всмоктувати безпосередньо із мисок. Серед жителів архіпелагу цінується уміння за один раз засмоктати велику порцію папеди.
Як приправа до папеди в молуккців особливою популярністю користується соус чо́ло-чо́ло (індонез. colo-colo), який являє собою суміш дрібно нарізаної цибулі, подрібнених квашених овочів та в'яленої риби, яку розводять оцтом. У папуасів її прийнято приправляти червоним перцем, соєвим соусом, м'якоттю або соком лайма та інших цитрусових.
Папеда може бути як самостійною стравою, так і гарніром до інших страв — рибним, м'ясним, овочевим. На Молукках найбільш популярним доповненням до неї є смажена риба різних видів, на заході Нової Гвінеї — особливий густий яскраво--жовтий суп з тунця, що приготований з численними спеціями та прянощами. Також серед папуасів прийнято додавати папеди до рибних супів та бульонів, у результаті чого вона стає схожою до кльоцок.
У багатьох районах західної частини Нової Гвінеї папеда є не тільки важливою повсякденною стравою, але й невід'ємним атрибутом громадських свят та релігійний церемоній.